# Крухиничи
Крухиничи (укр. Крухиничі) — село в Локачинской поселковой общине Владимирского района Волынской области Украины.
До 2020 года входило в Локачинский район.
Код КОАТУУ — 0722484001. Население по переписи 2001 года составляет 711 человек. Почтовый индекс — 45508. Телефонный код — 3374. Занимает площадь 40,39 км².